# شبرا النخلة
قرية شُبرا النَخْلة هي إحدى القرى التابعة إداريًا لمركز بلبيس في محافظة الشرقية في جمهورية مصر العربية. حسب إحصاءات سنة 2017، بلغ إجمالي السكان في شبرا النخلة 72765 نسمة، منهم 38182 رجل و34583 امرأة، ومن أعلامها أبي الحسن الحوفي أحد علماء النحو والتفسير في القرن الخامس الهجري.
تتبع القرية 4 قرى هي الجوسق والعبسي وحفنا و25 تابعاً آخر.

## التاريخ
ذكرها علي مبارك في كتابه الخطط التوفيقية باسم «شبرى النخلة»، حيث ذكر أنها قرية في مديرية الشرقية بقسم بلبيس، وبها جامع بمنارة وبستان ومعمل دجاج، وجملة أراضيها 2714 فداناً، ولها سوق يقام كل أسبوع.